# Ольджате-Олона
Ольджате-Олона (італ. Olgiate Olona) — муніципалітет в Італії, у регіоні Ломбардія,  провінція Варезе.
Ольджате-Олона розташоване на відстані близько 510 км на північний захід від Рима, 31 км на північний захід від Мілана, 21 км на південь від Варезе.
Населення — 12 410 осіб (2014).
Щорічний фестиваль відбувається 26 грудня. Покровитель — SS Stefano e Lorenzo.

## Демографія
Населення за роками:

Станом на 1 січня 2023 року в муніципалітеті офіційно проживали 704 іноземці з 58 країн, серед них 106 громадян країн Євросоюзу та 42 громадяни України.

## Сусідні муніципалітети
- Бусто-Арсіціо
- Кастелланца
- Фаньяно-Олона
- Горла-Міноре
- Марнате
- Сольб'яте-Олона